# Schallodenbach
Schallodenbach là một đô thị thuộc huyện Kaiserslautern bang Rheinland-Pfalz, nước Đức. Đô thị Schallodenbach có diện tích 7,46 km².
Schallodenbach có cự ly 13 km về phía bắc Kaiserslautern. Schallodenbach thuộc Verbandsgemeinde Otterberg.